# Hortobágy (plaats)
Hortobágy is een dorp in Hongarije. Het ligt het in oosten van het land, 35 km achter de Tisza, en 26 km ten westen van Debrecen. Hortobágy ligt midden in het Nationaal Park Hortobágy (Hortobágyi Nemzeti Park).

## Geschiedenis
Waar eens, heel lang geleden, door mensen bossen gekapt en verbrand werden, ontstonden grote en onafzienbare heide- en grassteppen.
Ze werden door nomaden gebruikt als weidegebied voor paarden- en veeteelt. In april 1241 werd dit gebied gebrandschat door de invallende Mongolen en in de 16e eeuw nog eens door de Turken. 52 dorpen verdwenen voorgoed van de kaart.
Door ontginningen en irrigatie werd deze Grote Hongaarse Laagvlakte (Alföld) voor het grootste gedeelte omgezet in vruchtbaar akkerland.
Twee gebieden werden echter tot nationaal park verklaard om het verdwijnen van het poestalandschap te voorkomen. Het ene gebied, Bugac, het Nationaal Park Kiskunság, bevindt zich in het zuiden van het land, 40 km ten zuidwesten van Kecskemét, en het andere is het hier genoemde Hortobágy. Beiden zijn trekpleisters voor zowel Hongaarse alsook buitenlandse toeristen. Men probeert alles zo veel mogelijk in de oude staat te handhaven.
Als herinnering aan de oude, grote veemarkten worden in Hortobágy iedere zomer markten gehouden op de plaats waar dat vroeger ook gebeurde; bij de brug (brugmarkten). Deze stenen brug, met negen bogen van elk 8,5 meter breed (daarom ook wel de 'Brug met de negen gaten genoemd'), ligt over de rivier de Hortobágy. De brug is 92 meter lang en met de muren van de bruggenhoofden meegerekend 167 meter. Tijdens de markten vinden er ruiterfeesten plaats. Maar ook op andere dagen laten ruiters hun vaardigheden aan de toeristen zien. Begin juli worden de internationale ruiterdagen gehouden.
Het centrum van het Nationaal Park Hortobágy is de beroemde Nagy Csárda (Grote Csárda) of de Hortobágyi Csárda, een groot, langwerpig, witbepleisterd stoeterijgebouw met een rieten dak. Buiten op de galerij is een terras met uitzicht op de poesta.
Vroeger legde ook de postkoets hier aan. Hoewel er enkele souvenirwinkeltjes zijn en zigeunerinnen hun gevlochten mandjes op de grond hebben uitgestald, is het geen toeristische heksenketel zoals vaak het geval is. Vlakbij staat de grote stoeterij of de manege de Nyerges Bár. Daarbinnen in de grote hal worden paarden gedresseerd. Men kan in de stallen een kijkje nemen, als men niemand in zijn werk stoort.  Het paardenras dat hier thuis is, is de Nonius. 

## Puszta-museum
In het voormalig koetshuis tegenover de Csárda is een museum ingericht, dat een beeld geeft van het vroegere leven op de poesta.
Zo kan men de kleding van de diverse herders bewonderen. Die van de csikós (ruiterherders) is weer anders dan die van de gulyás (koeienherders), of van juhász (schaapsherders) of de kondás (varkenshoeders). Aan de hand van tekeningen en overzichten laat men zien hoe de poestadorpen bestuurd werden en hoe de werkverdeling was. Gebruiksvoorwerpen als karren, zadels en ook muziekinstrumenten liggen keurig uitgestald. 
In een rond gebouwtje naast het koetshuis is een explosie van de fauna en flora in dit gebied. Foto's en kaarten tonen de geschiedenis en de rijke natuur van de grootste Hongaarse nationale park, waarin volgens de laatste tellingen nog 6000 runderen, 700 paarden en meer dan 100.000 schapen verblijven. Verder moeten er meer dan 200 vogelsoorten, zoals ooievaars, buizerds, reigers en lepelaars zijn.
Naast de Csárda is het voormalige raadhuis de Hortobágy-galerie ondergebracht, met schilderijen van de poesta en de Grote Laagvlakte.
Tot het zuidoosten van Hongarije rekenen we het gebied ten oosten van de Donau, ten zuiden van Boedapest tot de Roemeense en Servische grens. Hiertoe behoort het grootste deel van de Grote Hongaarse Laagvlakte.

## Afbeeldingen

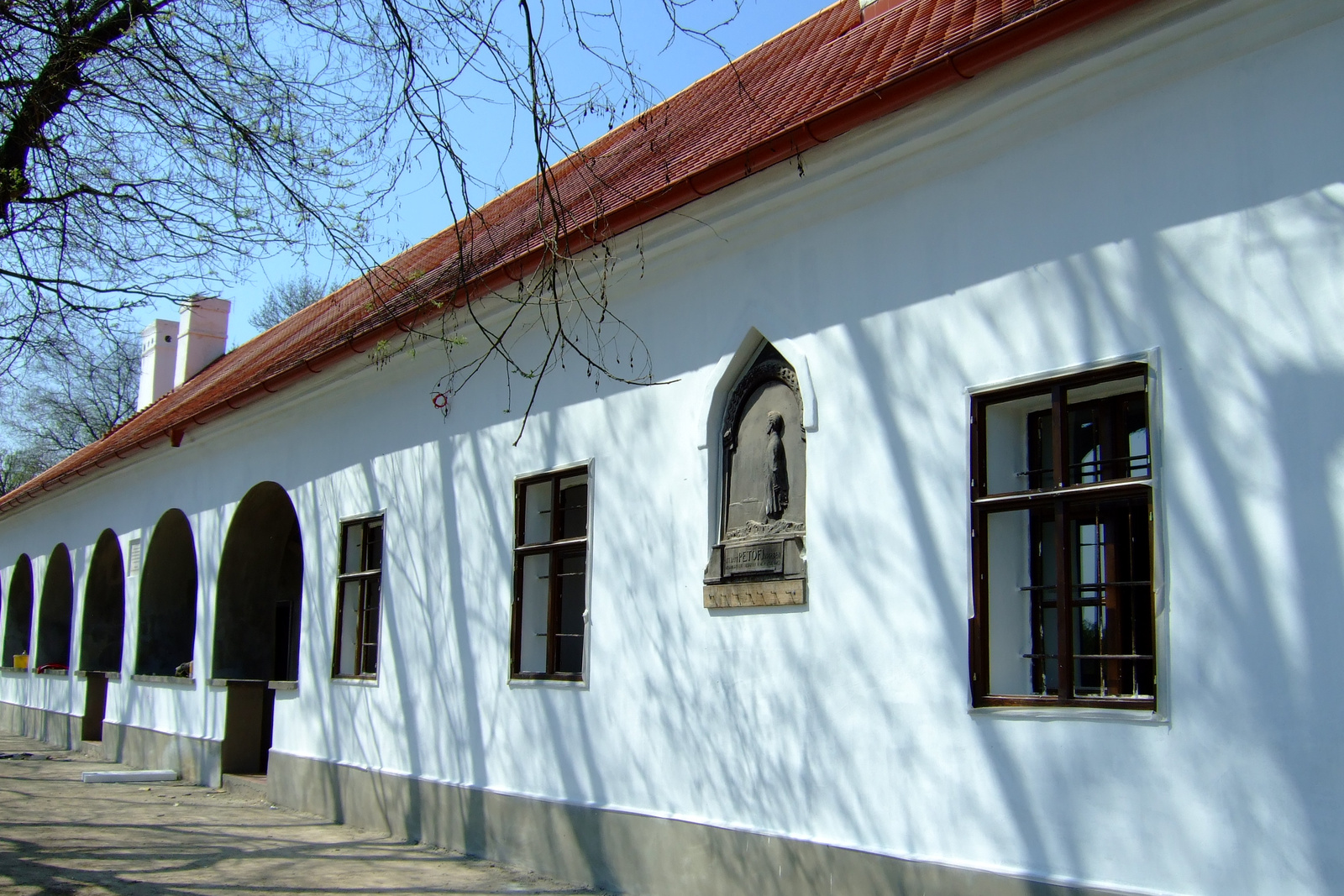
Hortobágyi Csárda stoeterij
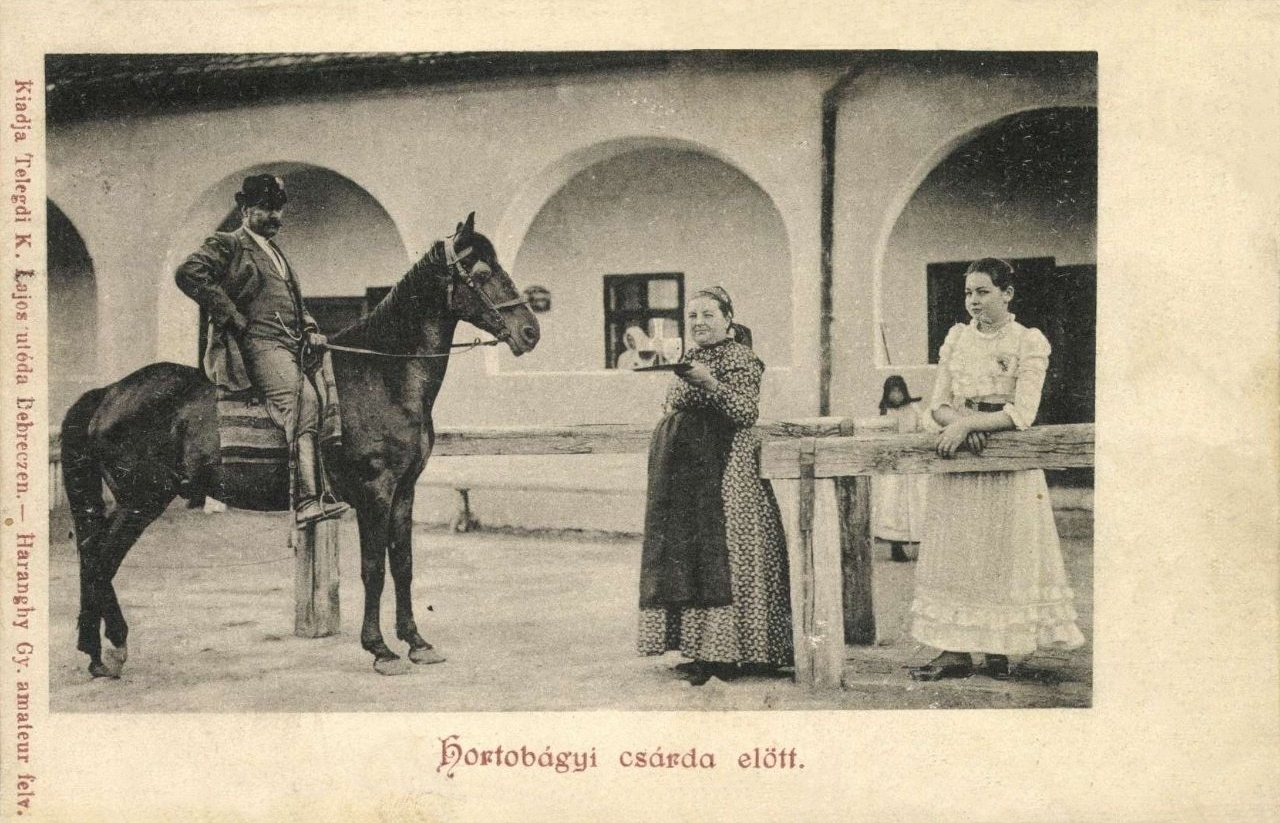
Hongaarse ruiter in 1901
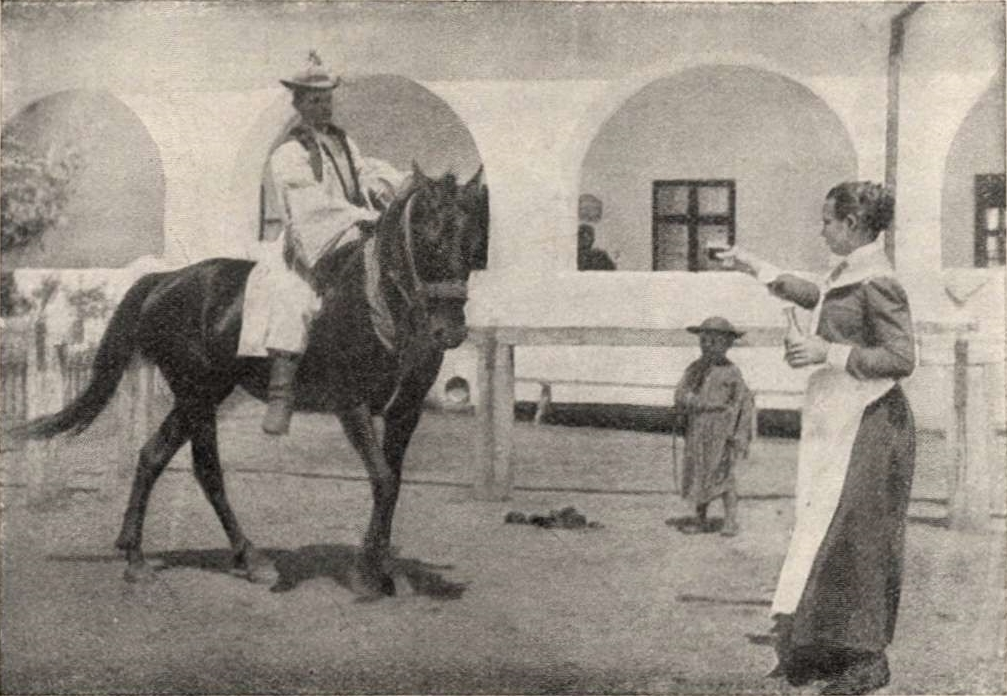
Hongaarse ruiter in 1902
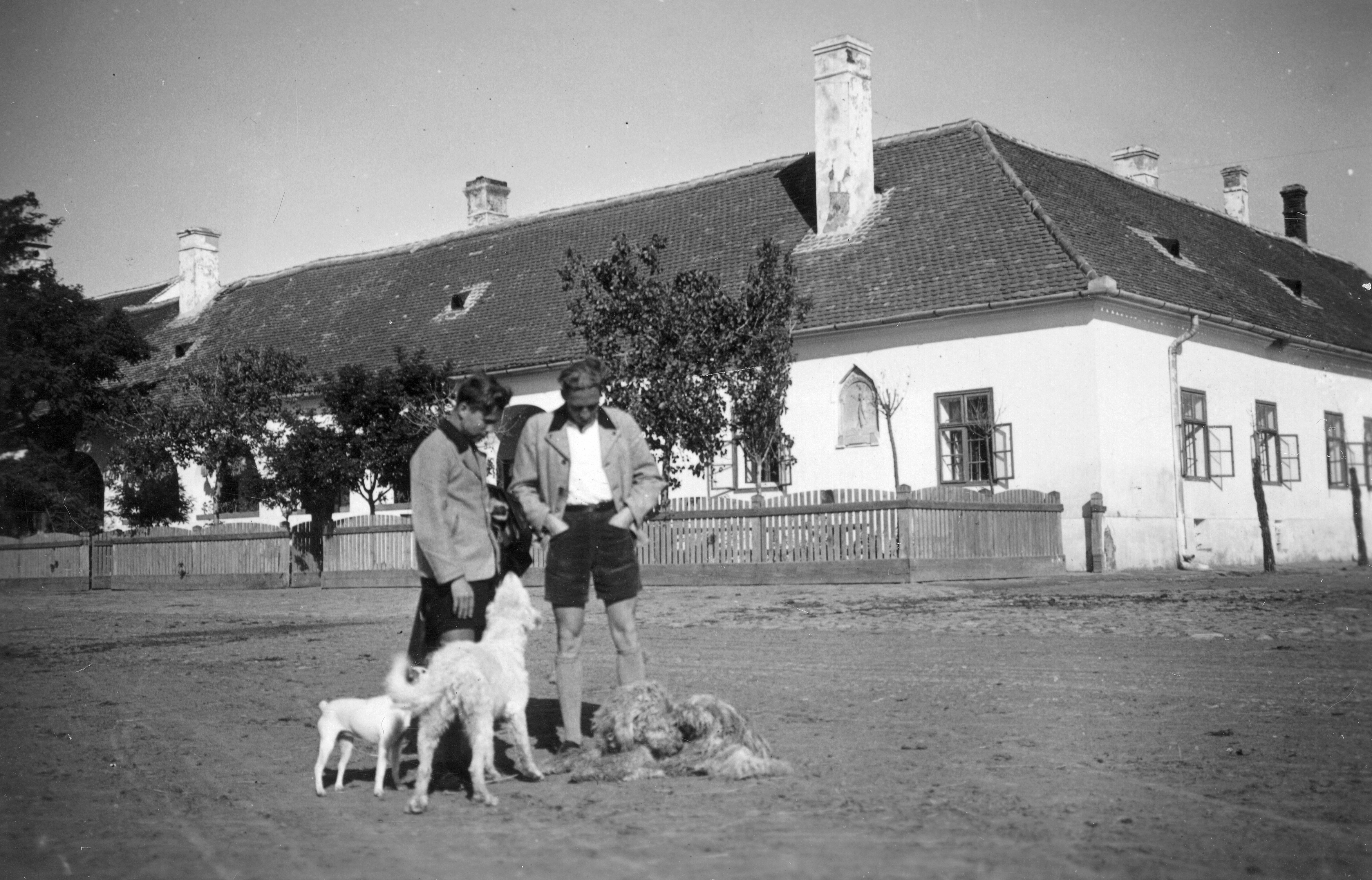
De stallen in 1935